# Őszantilopok
Az őszantilopok (Raphicerus) az emlősök (Mammalia) osztályának párosujjú patások (Artiodactyla) rendjébe, ezen belül a tülkösszarvúak (Bovidae) családjába és az antilopformák (Antilopinae) alcsaládjába tartozó nem.

## Leírásuk
Az őszantilopok afrikai elterjedésűek; ennek a kontinensnek a keleti és déli részein fordulnak elő. Nemzetségbeli rokonaikhoz hasonlóan, ezek is kis méretű antilopok. Testük egyszínű; általában sárgás vagy rozsdavörös. Füleik a fejükhöz képest nagynak hatnak.

## Rendszerezés
A nembe az alábbi 3 élő faj tartozik:
- közönséges őszantilop (Raphicerus campestris) Thunberg, 1811
- déli őszantilop (Raphicerus melanotis) (Thunberg, 1811)
- Sharpe-őszantilop (Raphicerus sharpei) Thomas, 1897

## Fordítás
- Ez a szócikk részben vagy egészben  a   Raphicerus című angol Wikipédia-szócikk ezen változatának fordításán alapul.  Az eredeti cikk szerkesztőit annak laptörténete sorolja fel. Ez a jelzés csupán a megfogalmazás eredetét és a szerzői jogokat jelzi, nem szolgál a cikkben szereplő információk forrásmegjelöléseként.